# Ye Ji-won
Đây là một tên người Triều Tiên, họ là Ye.
Ye Ji-won (tiếng Hàn Quốc: 예지원; sinh ngày 1 tháng 2 năm 1973) là nữ diễn viên Hàn Quốc. Cô trở nên nổi tiếng sau bộ phim Old Miss Diary,, ngoài ra trở nên nổi tiếng hơn sau bộ phim Turning Gate và Ha Ha Ha.

## Phim
- Invitation (2013)
- Our Sunhi (2013)
- Boomerang Family (2013)
- Nobody's Daughter Haewon (2013)
- The Winter of the Year was Warm (2012)[5][6]
- The Kick (2011)[7][8]
- Hanji (2011)[9]
- Ha Ha Ha (2010)
- After the Banquet (telecinema, 2009)
- Boy Meets Boy (short film, 2008)
- What Happened Last Night? (2008)
- Femme Fatal (2007)
- Meet Mr. Daddy (2007)
- Old Miss Diary - Movie (2006)
- So Cute (2004)
- The First Amendment of Korea (2003)
- 2424 (2002)
- On the Occasion of Remembering the Turning Gate (2002)
- Anarchists (2000)
- Lovers (2000)
- Mulberry (1996)

## Phim truyền hình
- Dating Agency: Cyrano (tvN, 2013) (guest appearance, ep 10-12)
- Tasty Life (SBS, 2012)
- More Charming by the Day (MBC, 2010)
- Evasive Inquiry Agency (KBS2, 2007)
- Old Miss Diary (KBS2, 2004)
- Bad Girls (SBS, 2002)
- 여고시절 (SBS, 2001)
- Juliet's Man (SBS, 2000)
- Tough Guy's Love (KBS2, 2000)
- Vẫn mãi tuổi 17 (SBS, 2017) vai Jennifer
- Cô vợ ngoại tình (JTBC, 2016) vai Eun Ah-ra

## Variety show
- Great In-Laws (jTBC, 2013)[10]
- Talk Club Actors (MBC, 2013)
- Dancing with the Stars Season 2 (MBC, 2012)
- Saturday Night Live Korea (tvN, 2012-01-21) - host[11]
- Chuseok Special Star Couple Best Story (SBS, 2011)
- 화가들의 천국, 퐁피두에 가다 (KBS1, 2008)
- Here Comes Gold Miss (SBS, 2008)

## Nhà hát
- Clumsy People (2012)[12]
- Midsummer (a play with songs) (2011)[13]
- The Rocky Horror Show (2001)
- The Vagina Monologues (2001)

## Giải
- 2007 Busan Film Critics Awards: Best Actress (Old Miss Diary - Movie)
- 2005 KBS Entertainment Awards: Netizen Popularity Award (Old Miss Diary)
- 2002 Chunsa Film Art Awards: Best Supporting Actress (Turning Gate)